# Johann Baptist Wanhal
Johann Baptist Wanhal (12 de mayo de 1739 - 20 de agosto de 1813), también escrito Waṅhal (la ortografía que usó el propio compositor y al menos uno de sus editores), Wanhall, Vanhal y Van Hall (la forma checa moderna) Jan Křtitel Vaňhal se introdujo en el siglo XX, fue un importante compositor de música clásica checo. Nació en Nechanice, Bohemia, y murió en Viena. Su música fue muy respetada por Mozart, Haydn y Beethoven. 

## Biografía

### Nacimiento y juventud en Bohemia: 1739–1760 / 61
Wanhal nació en Nechanice, Bohemia, en la servidumbre en una familia campesina checa. Recibió la primera formación musical de su familia y músicos locales, sobresaliendo en el violín y el órgano desde una edad temprana. A partir de estos humildes comienzos, pudo ganarse la vida como organista de una aldea y maestro de coro. También se le enseñó alemán desde una edad temprana, ya que esto era necesario para alguien que deseara hacer una carrera en la música dentro del imperio de los Habsburgo. 

### Primer período en Viena: 1760 / 61–1769
A la edad de 21 años, Wanhal debía estar bien encaminado para convertirse en un artista y compositor hábil, ya que su patrona, la condesa Schaffgotsch, lo llevó a Viena en su séquito personal en 1760. Allí se estableció rápidamente como profesor de canto, violín y piano de la alta nobleza, y fue invitado a dirigir sus sinfonías para ilustres mecenas como las familias Erdődy y el barón Isaac von Riesch de Dresde. Durante los años 1762-63, se supone que fue alumno de Karl Ditters von Dittersdorf, a pesar de que nacieron el mismo año. El barón Riesch patrocinó un viaje a Italia en 1769, para que Wanhal pudiera aprender el estilo de composición italiano, que estaba muy de moda. Para devolver el favor, se suponía que Wanhal se convertiría en maestro de capilla de Riesch.

### Viaje a Italia: 1769–1771
Los detalles del viaje de Wanhal a Italia son escasos, pero se sabe que conoció a sus compañeros bohemios Gluck y Florian Gassmann en Venecia y Roma, respectivamente. Los viajes italianos presentan el único conocimiento que tenemos de que Wanhal que escribió óperas: se supone que escribió las óperas Il Trionfo di Clelia y Demofonte con libretos de Metastasio, ya sea por sí mismo, o como una cooperación con Gassmann, donde Wanhal proporcionó algunas o todas las arias; estas obras se han perdido. Además de sus viajes documentados al norte y centro de Italia, se suponía que Wanhal viajaría a Nápoles, posiblemente el centro de música más importante de Italia en ese momento, pero parece que nunca llegó allí.

### Viena y Varaždin: 1771–1780
Después de su viaje a Italia, Wanhal regresó a Viena en lugar de ir a Riesch en Dresde. Se ha discutido si Wanhal se deprimió o incluso se volvió loco, pero es probable que estas interpretaciones hayan sido exageradas. Durante este período, se supone que ocasionalmente trabajó como Kapellmeister de facto para el Conde Erdődy en Varaždin, aunque la pequeña cantidad de composiciones suyas que quedan allí sugiere que este no era el empleo a tiempo completo que se habría esperado de Riesch. No hay evidencia de visitas después de 1779.

### Regreso a Viena y años finales: 1780–1813.
Alrededor de 1780, Wanhal dejó de escribir sinfonías y cuartetos de cuerda, centrándose en cambio en música para piano y conjuntos de cámara a pequeña escala, misas y otra música de iglesia. El primero, escrito para una clase media en crecimiento, le proporcionó los medios para vivir una vida modesta y económicamente independiente; durante los últimos 30 años de su vida no trabajó bajo ningún patrón, probablemente fue el primer compositor vienés en hacerlo. Durante estos años, más de 270 de sus obras fueron publicadas por impresores vieneses. En la década de 1780, todavía participaba activamente en la vida musical de Viena. En 1782 conoció a Mozart, quien admiraba las Sinfonías de Wanhal. Disfrutó tocando música con Mozart y algunos de sus amigos que eran compositores, como lo demuestra el relato de Michael Kelly sobre el cuarteto de cuerda en el que Wanhal tocó junto con Haydn, Mozart y Dittersdorf en 1784. Después de 1787, sin embargo, parece que dejó de actuar en público, pero a pesar de eso su economía estaba asegurada, viviendo en buenos barrios cerca de la catedral de San Esteban. Murió en 1813, un compositor anciano cuya música aún era reconocida por el público vienés.

## Estilo
Wanhal tuvo que ser un escritor prolífico para satisfacer las demandas que se le hicieron, y se le atribuyeron 100 cuartetos, al menos 73 sinfonías, 95 obras sagradas y una gran cantidad de obras instrumentales y vocales. Las sinfonías, en particular, se han editado cada vez más en discos compactos en los últimos tiempos, y las mejores de ellas son comparables con muchas de las de Haydn. Muchas de las sinfonías de Wanhal están en claves menores y se consideran muy influyentes en el movimiento " Sturm und Drang " de su tiempo. "[Wanhal] hace uso de semicorcheas repetidas, repetidas corcheas,  pausas repentinas (fermatas), silencios, marcas dinámicas exageradas ... y todas estas características ... aparecen en la primera gran escala de Mozart sinfonía Sturm und Drang n.° 25 en sol menor (K. 183) de 1773. "  Este tipo de estilo también aparece en la Sinfonía No. 83 de Joseph Haydn en sol menor, The Hen (1785) y en la Sonata de Muzio Clementi en sol menor, Op.34, No.2 (circa 1795). 
Alrededor de 1780, parece que Wanhal dejó de escribir música instrumental a gran escala y se contentó con escribir música para piano para la creciente clase media y música eclesial. En la primera categoría, sus piezas programáticas, a menudo relacionadas con eventos recientes como "la batalla de Würzburg ", "la batalla de Abukir " y "el regreso de Francisco II en 1809". A juzgar por la cantidad de manuscritos existentes disponibles, estas obras debieron haber sido muy populares. Wanhal también fue el escritor más prolífico de Misas y otra música de la iglesia católica de su generación en Viena. A pesar de esto, parece que nunca estuvo al servicio de ninguna institución religiosa. Esto significa que sus últimas Misas son ambos testamentos de una fe personal genuina y evidencia de cuán lucrativo debió haber sido su enfoque en la música de piano incidental. 
Robert O. Gjerdingen ve un cambio en el estilo de Wanhal al redirigir su atención hacia la clase media, convirtiendo su música en didáctica en el sentido de que empleaba figuras musicales de manera clara y autorreferencial, en lugar de una continuidad perfecta de una figura a otra que había caracterizado sus piezas anteriores. En esto, Gjerdingen ve a Wanhal como una prefiguración de Beethoven.
Tal fue su éxito que, pocos años después de que escribiera sus sinfonías ya se representaron por todo el mundo. En la vida posterior, sin embargo, rara vez se mudó de Viena, donde también fue un profesor activo.

## Otras lecturas
- Bryan, Paul Robey (1997). Johann Waṅhal, Viennese Symphonist: His Life and His Musical Environment. Stuyvesant, NY: Pendragon Press. ISBN 9780945193630.
- Gjerdingen, Robert O. (2007). Music in the Galant Style. Oxford: Oxford University Press. ISBN 9780195313710.
- MacIntyre, Bruce C. (1986). The Viennese Concerted Mass of the Early Classical Period. Ann Arbor, MI: UMI Research Press.
- Weinmann, Alexander (1987). Themen-Verzeichnis der Kompositionen von Johann Baptiste Wanhal (two volumes). Wiener Archivstudien 1. Vienna: Ludwig Krenn Verlag.